# Volturian
Volturian — італійський хеві-метал гурт, створений у 2019 році.

## Історія
Гурт Volturian починався, як проект Федеріко Монделлі з гурту Frozen Crown. Він зізнався, що писати пісні йому подобається набагато більше, ніж грати на інструментах, і що кілька пісень, які він написав, значать для нього більше, чим цілий новий гурт з іншим стилем. У цьому проекті Федеріко Монделлі працював з Федерікою Ланна, співачкою гурту Sleeping romance. Вони познайомилися під час фестивалю Milady Metal Fest в Мантуї. Монделлі створював пісні спеціально для Ланна, враховуючи її стиль співу, смаки і особистість.

### 2021 рік
Перший альбом гурту Volturian - "Crimson", вийшов у 2021 році. Монделлі та Ланна спробували поєднати попмузику і хеві-метал 1990-х, а також лірику та творчі образи, що нагадують такі фільми, як Underworld, Van Helsing, Blade. Для запису пісні «In a heartbeat» було запрошено гостя, вокалістку гурту Frozen Crown, Джейда Етро (Giada "Jade" Etro), яка вирізняється своїм виконавським стилем. Під час запису вони жили разом кілька днів і стали друзями. Альбом завершується кавером на пісню гурту Roxette -«Fading Like a Flower». Ця пісня була записана, як шана Марі Фредрікссон, яка померла в 2019 році. Гурт зняв відео на обидві пісні та на сингли «Broken», «Haunting Symphony», «The Killing Joke» і «New life». Карантинні обмеження через COVID-19 в Італії змусили учасників гурту залишатися вдома, тож для відео синглу «Broken» кожен знімав сцени самостійно, а пізніше відео змонтували. Ланна згадала, що сцени, зняті в кімнаті з чорними стінами, відбуваються на її горищі. Відео на сингл «Haunting Symphony» було знято одразу після закінчення карантину та містить багато сцен на відкритому повітрі. Crimson також був випущений у вигляді вінілового альбому, і гурт відзначив це акустичною версією пісні «Days before you died».
Другий альбом, Red Dragon, вийшов у 2022 році. Назва є відсиланням до новели Red Dragon, тексти пісень написані під впливом цієї новели, а також новел Алана Мура та Френка Міллера.

### 2022 рік
У вересні 2022 року вони дали концерт у клубі Legend Club, у Мілані, разом з гуртом Infected Rain.

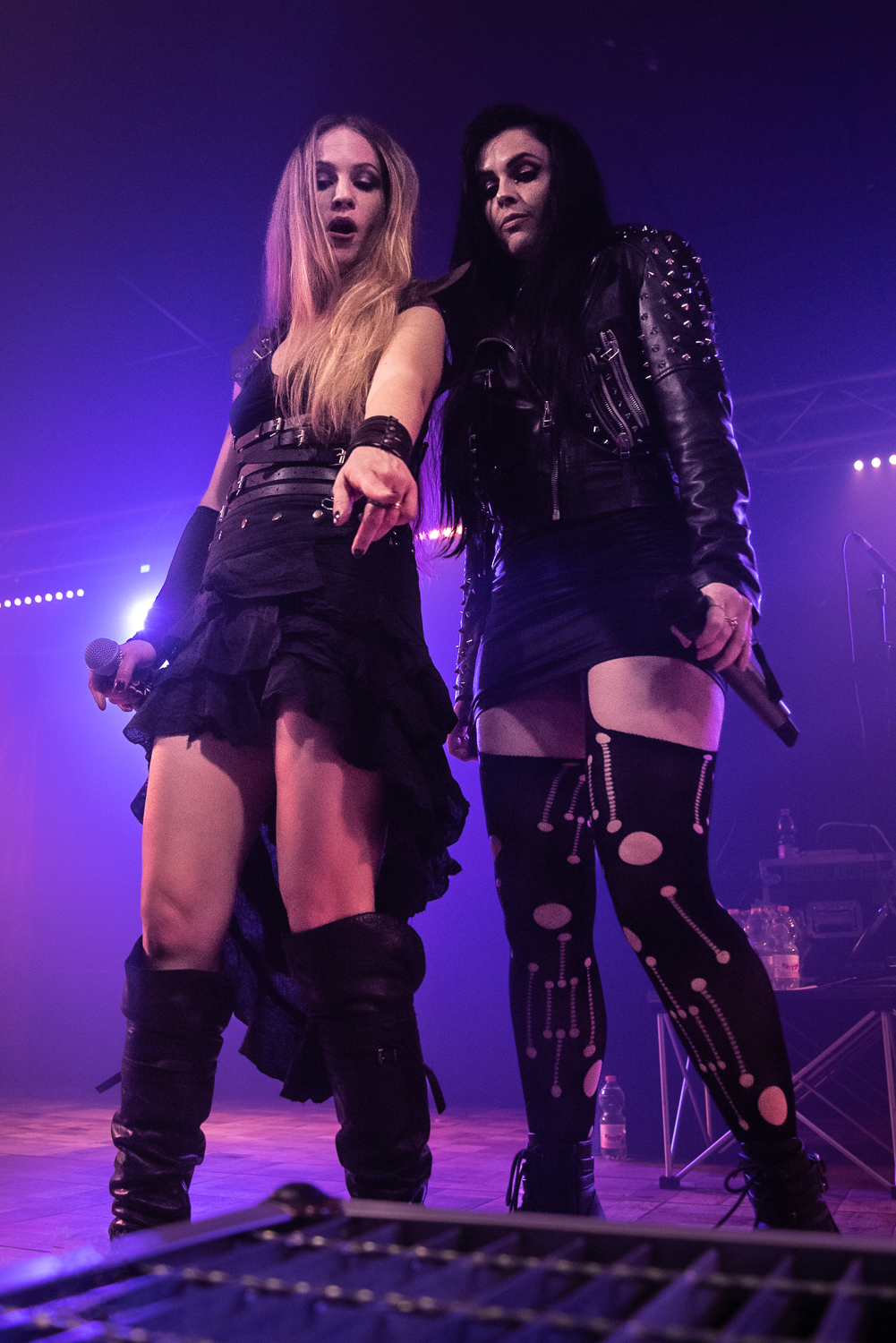
Федеріка Ланна та Джада "Джейд" Етро з гурту Frozen Crown

У березні 2023 року гурт Volturian відкривав концерт гурту Frozen Crown, який презентував свій альбом Call of the North. Джейда Етро, з гурту Frozen Crown, запросила на сцену Федеріку Ланна і вони  дуетом заспівали пісню «Angels in disguise». Федеріку Ланна також запросили для виконання останньої пісні концерту, кавер-версії пісні гурту Helloween, «I Want Out», для виконання пісні також були запрошені Грейс Дарклінг (Grace Darkling) і Рен Стіллнайт (Rehn Stillnight) з гурту Nocturna, який також брав участь у цьому концерті.
19 липня 2023 року гурт випустив відео кліп, на пісню "Bury Me". 

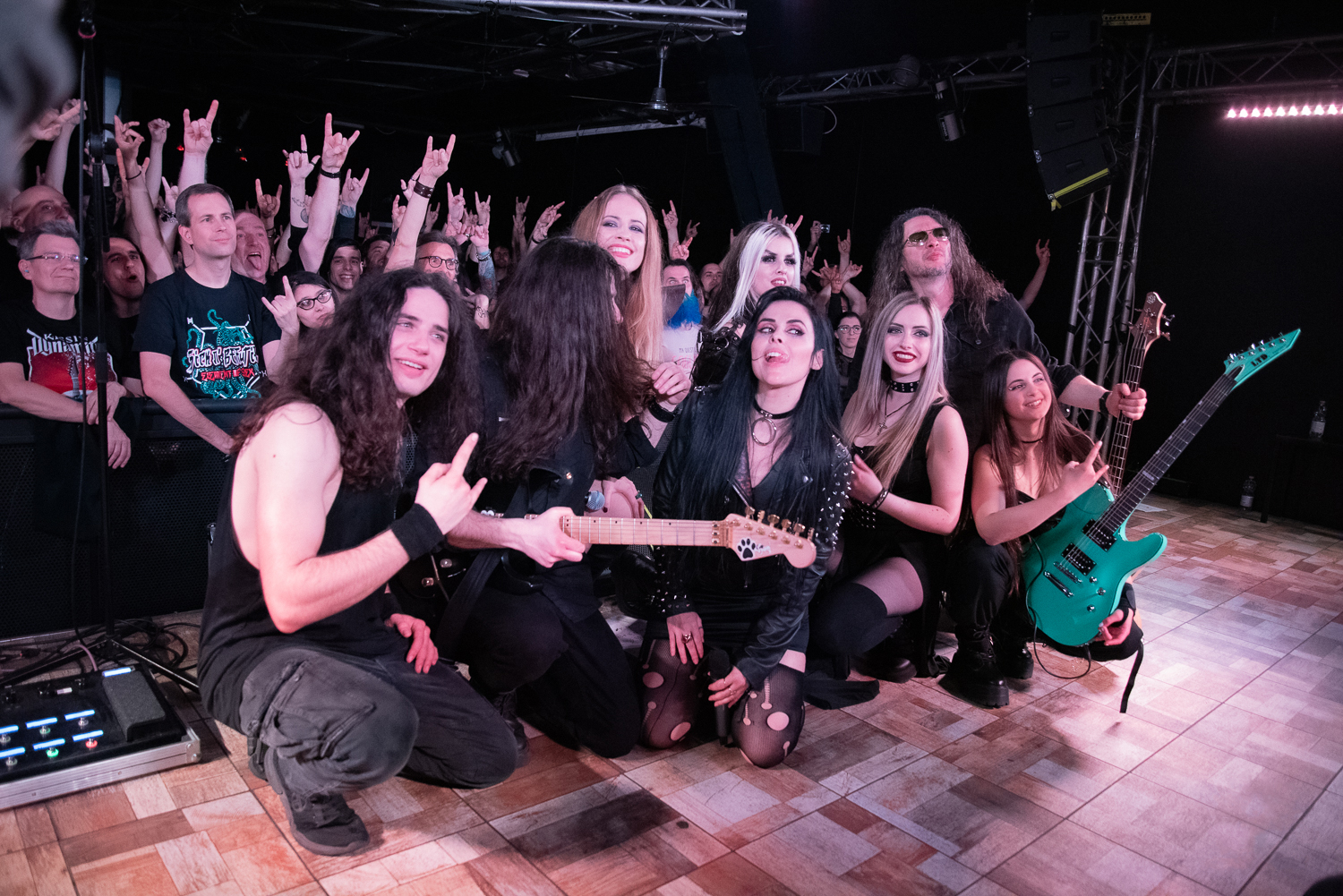
8 січня 2014

21 листопада 2023 року гур випустив відео кліп "Days Before You Died" з альбому "Crimson".

## Учасники гурту
- Федеріка Ланна (Federica Lanna) — вокал (2019—теперішній час)
- Федеріко Монделлі (Federico Mondelli) — гітара, клавішні, вокал (2019—теперішній час)
- Массіміліано Россі (Massimiliano Rossi) — бас (2019—теперішній час)
- Андреа Заннін (Andrea Zannin) — барабани (2021—теперішній час)
- Альберто Меццанотте (Alberto Mezzanotte) — ударні (2019—2020)

## Дискографія
- Crimson (2020)
- Red Dragon (2022)